# Sjorapani
Sjorapani (Georgisch: შორაპანი) is een plaats in het midden van Georgië met 1.890 inwoners (2024). Het ligt op 170 meter boven zeeniveau aan de samenvloeiing van de Kvirila en Dziroela-rivieren, direct aan de oostelijke rand van de stad Zestafoni. Sjorapani ligt in de regio (mchare) Imereti, ruim 180 kilometer ten westen van hoofdstad Tbilisi en 40 kilometer ten zuidoosten van regiohoofdstad Koetaisi. De geschiedenis van Sjorapani als belangrijk fort gaat terug naar minimaal de 3e eeuw v.Chr..

## Geschiedenis

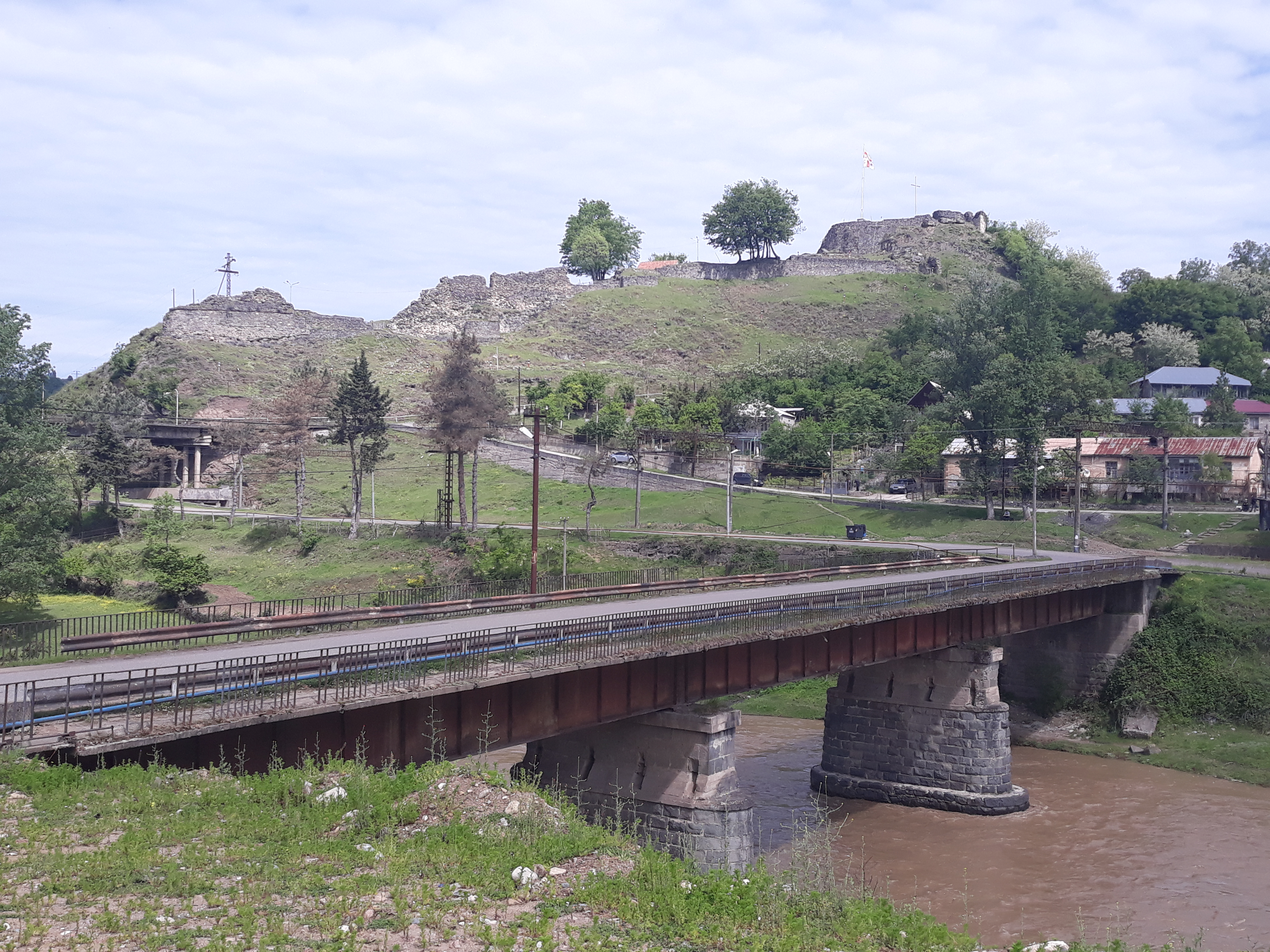
Restanten van fort Sjorapani

De oudste geschreven vermelding van Sjorapani gaat terug naar het begin van de jaartelling en is van Strabo die in zijn beroemde Geographika er over schreef. Volgens hem lag het fort Sjorapani aan een van de vier toegangswegen tot het Koninkrijk Iberië en was het zo groot dat de bevolking van een stad er in zou passen. Hij schreef dat schepen over de rivier Phasis (de hedendaagse Rioni) tot aan Sjorapani voeren en dat het vanaf Sjorapani een vierdaagse reis was naar de rivier Mtkvari in Iberië met 120  bruggen over de Phasis.
De Georgische historicus, geograaf en cartograaf Vachoesjti Bagrationi schreef in zijn standaardwerk "Beschrijving van het Koninkrijk Georgië" uit 1745 dat Sjorapani bij de samenvloeiing van de Kvirila en Dziroela ligt en in de 3e eeuw v.Chr. gebouwd werd door koning Parnavaz I van Iberië. Vanaf Sjorapani konden goederen naar de Zwarte Zee verscheept worden wat bijdroeg aan de economische voorspoed van het koninkrijk Egrisi (Lazica).

### Middeleeuwen
In de vroege middeleeuwen werd het fort bevochten tijdens de Lazische Oorlog en andere oorlogen tussen de Byzantijnen en Perzen, en werd het tijdens de Arabische invasie in 735 vernietigd. De Perzen herbouwden het fort later. In 1330 benoemde koning George V van Georgië de minderjarige zoon Bagrat I van de overleden koning Michaël van Imeretië tot de hertog (saeristavo) van Sjorapani, in een coup om de macht over Imeretië te grijpen. Na de Vrede van Amasya in 1555 werd het gebied rond het fort tot de 18e eeuw gedomineerd door de Ottomanen en was het fort een belangrijk Ottomaans steunpunt.

### Onder Russisch gezag
In de 18e eeuw werd het fort gerenoveerd en was het wederom strijdtoneel van machtsstrijd, tussen lokale Georgische heersers, de Ottomanen en uiteindelijk ook de Russen. In 1770 nam koning Salomo I van Imeretië samen met de Russische generaal Gottlob Totleben het fort bij Sjorapani in en vernielde het om hergebruik door de Turken te voorkomen. In 1810 werd Imeretië en daarmee ook Sjorapani door het keizerrijk Rusland ingelijfd en verloor het fort zijn functie.
In 1837 werd Sjorapani door de Franse wetenschapper Frédéric Dubois de Montpéreux een 'verlaten dorp' genoemd, maar desondanks werd het in 1846 in het Gouvernement Koetais de naamgever van de provincie (oejezd) Sjorapan, ook wel als Sjaropan geschreven. Het werd ingedeeld bij het gemeentelijk district (oetsjastok) Kvirili. In 1872 kreeg Sjorapani een halte aan de belangrijke Tbilisi - Poti spoorlijn, waarna in 1893 in Sjorapani een aftakking van deze spoorlijn opende langs de Kvirila naar de mijnbouwstad Tsjiatoera. In de Sovjet-Unie werd Sjorapani ondergeschikt gemaakt aan Zestafoni en het bijbehorende rajon. Het werd in 1938 een 'nederzetting met stedelijk karakter' (დაბა, daba), maar bleef een kleine plaats in de rook van de industriestad Zestafoni.

## Demografie
Begin 2024 had Sjorapani 1.890 inwoners, een groei van ruim 42% ten opzichte van de volkstelling van 2014. De bevolking van Sjorapani bestond in 2014 geheel uit Georgiërs.
| Aantal                                                           | 233 | 2.096 | 1.685 | 1.508 | 1.489 | 1.743 | 1.597 | 1.258 | 1.559 | 1.890 |
| Verantwoording data: Bevolkingsstatistiek Georgië 1897 tot heden |     |       |       |       |       |       |       |       |       |       |

## Bezienswaardigheden
- Sjorapanikasteel. De ruïnes van dit historisch belangrijke fort bevinden zich op een heuvel boven het dorp in de punt van de samenvloeiing van de Kvirila en Dziroela rivieren. Strabo schreef er over in de 1e eeuw v.Chr. en Parnavaz I van Iberië zou in de 3e eeuw v.Chr. voor het eerst hier een fortificatie hebben laten bouwen.[6][20]

## Vervoer
De belangrijkste hoofdweg in Georgië, de oost-west S1 / E60 (Tbilisi - Zoegdidi - Abchazië), passeert direct langs Sjorapani. Sinds 1872 ligt de Tbilisi - Poti spoorlijn langs Sjorapani. Dit is de centrale oost-west spoorlijn door Georgië en verbindt de hoofdstad met alle grote steden in het westen van het land. In 1893 opende in Sjorapani een aftakking van deze spoorlijn langs de Kvirila naar Tsjiatoera, die in 1904 doorgetrokken werd naar Satsjchere spoorlijn 1893 een belangrijke spoorweg splitsing voor met name de mijnen in Tsjiatoera.